# 德基平腹蛛
德基平腹蛛（学名：Gnaphosa dege）为平腹蛛科平腹蛛属的动物。分布于俄罗斯以及中国大陆的四川等地。